# 総肝動脈
総肝動脈（そうかんどうみゃく、英語: common hepatic artery）は、肝臓、胃の幽門、十二指腸、膵臓、胆嚢に酸素を加えた血液を供給する短い血管である。
腹腔動脈より生じ、次に示す分枝を持つ。
| 分枝           | 詳細                                                             |
| 固有肝動脈     | 胆嚢動脈を介して胆嚢に左肝動脈と右肝動脈を介して肝臓に供給する。 |
| 胃十二指腸動脈 | 右胃大網動脈と上膵十二指腸動脈に分岐する。                       |
| 右胃動脈       | 分岐し胃の小彎に下方に供給する                                   |

## 画像

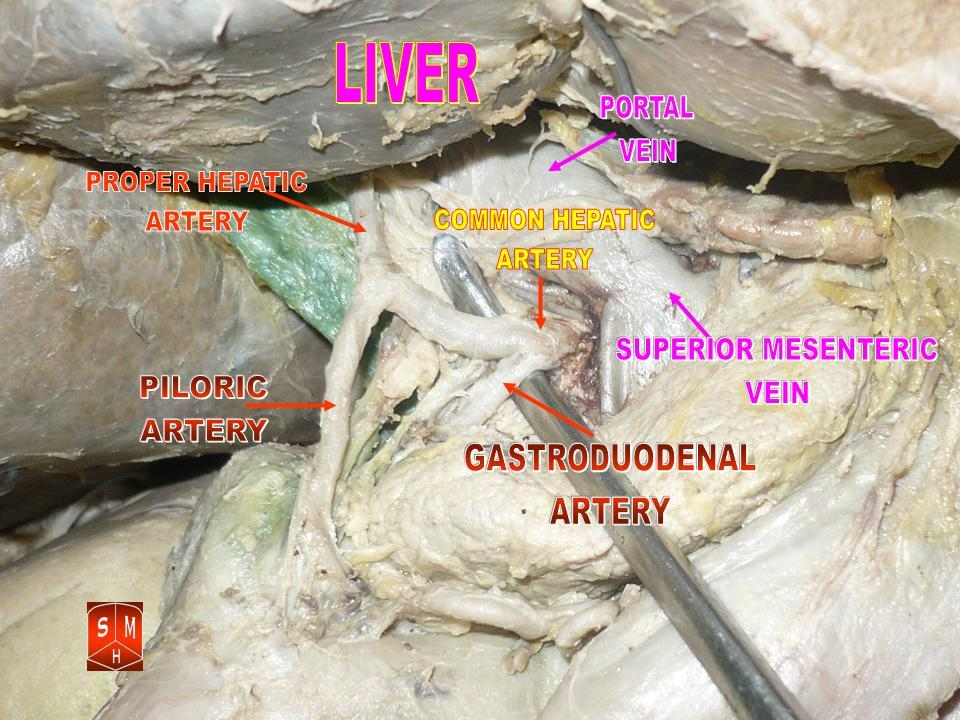
総肝動脈とその分枝（固有肝動脈と右胃動脈（幽門動脈）を含む）